# Кримсько-Кавказький гірський клуб

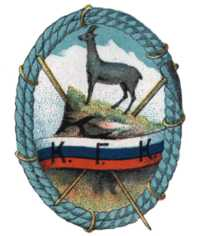
Нагрудний знак члена клубу

Кримсько-Кавказький гірський клуб — організація, створена в Україні в 1890 р. з метою
1. «Всебічного наукового дослідження Таврійських гір і прилеглих до ни передгірь, степів і морей»;
2. «Заохочення до відвідування і дослідження цих місцевостей ученими, художниками і туристами»;
3. «Охорони рідкісних гірських видів рослин і тварин, історичних пам'яток і різних визначних об'єктів»

## Організація
Кримсько-Кавказький гірський клуб було створено на зразок відомих в Європі так званих альпійських клубів. Вони виникали в Європі для вивчення гірських районів і організації мандрівок не лише учених, но і широких кіл громадськості.
Кримсько-Кавказький гірський клуб розпочав свою діяльність 6 травня 1890 р. Однак днем заснування клубу слід вважати затвердження міністром внутрішніх справ його статуту 25 січня 1890 р., після чого було скликано перші збори 15 членів-засновників, на якому обрали тимчасове правління. Спочатку він називався Кримський гірський клуб, адже мав на меті дослідження Кримських гір. Офіційно клуб перебував у віданні міністерства землеробства і державного майна
.
Адміністративний центр клубу перебував у Одесі — великому науковому та культурному центрі на півдні України.
За свою більш ніж тридцятирічну історію статут клубу змінювався чотири рази, відображаючи розвиток цілей діяльності та організаційну структуру. З 1905 року він став називатися Кримсько-Кавказькій гірський клуб у зв'язку з ростом інтересів до вивчення Кавказу і появою нових відділень за межами Криму.

## Голови клубу
Головами клубу в різні роки були:
1. Першим головою з травня 1890 р. по лютий 1891 р. був граф Микола Якович Ростовцев.
2. Другим головою був обраний гірський інженер, начальник Гірничого управління Південної Росії в Катеринославі, автор багатьох наукових праць Лев Павлович Долинський (1839–1892). На посту голови він пробув з лютого 1891 р. по червень 1892 р.
3. Третім головою був директор Російського товариства пароплавства і торгівлі (РТПІТ), випускник Олександрівського ліцею Микола Федорович Фан-дер-Фліт (1840–1896). Він головував з червня 1892 р. по листопад 1894 р. і залишив цю посаду, переїхавши до Петербурга на службу в Міністерство фінансів.
4. Четвертим головою клубу, що перебував на цьому посту понад 20 років, був Олександр Львович Бертьє-Делагард (1842–1920) — військовий інженер, будівельник, історик, археолог і нумізмат. Олександр Львович був також віце-президентом і фактичним керівником Одеського товариства історії і старовини.
5. П'ятим головою клубу з квітня 1914 р. став юрист Євген Федорович Молчанов, який займав посаду старшого нотаріуса міста Одеси.

## Відділення клубу
Клуб мав декілька відділень.
- 16 квітня 1891 р. було відкрито Севастопольське відділення, яке займалося виключно організацією екскурсій. Однак з 1897 по 9 квітня 1902 р. діяльність Севастопольського відділення було припинено. Потім воно продовжувало працювати до 1908 р., після чого було закрите.
- 23 квітня 1891 р. було відкрито Ялтинське відділення.
- Катеринославське відділення функціонувало з 22 лютого 1902 р. близько 3-х років.
- Гагринське відділення — з 12 квітня 1903 р. по 18 вересня 1908 р.
- Бесарабське — діяло з 1903 р. по 21 березня 1910 р.
- Бакинське — з 29 травня 1908 р. по 26 січня 1914 р.
- Ризьке відділення працювало з 13 жовтня 1911 р. до 1914 р.
- Пізніше за інших, 2 серпня 1916 р. було відкрито відділення Кримсько-Кавказького гірського клубу у Феодосії. В ньому було 2 секції: музейно-лекційна та шкільно-екскурсійна.

Клуб щорічно друкував «Записки Крымско-Кавказского Горного Клуба». — Одеса, 1891–1917 рр.

## Виноски
1. 1 2  Крымско-Кавказский горный клуб (рос.). Справочник научных общест России. Архів оригіналу за 2 жовтня 2012. Процитовано 10 серпня 2012. {{cite web}}: Cite має пустий невідомий параметр: |description= (довідка)
2. 1 2 3  Организация и развитие Крымско-Кавказского горного клуба (рос.). Журнал "Историческое наследие Крыма". Процитовано 15 серпня 2012. {{cite web}}: Cite має пустий невідомий параметр: |description= (довідка)[недоступне посилання з червня 2019]
3. ↑  Крымский горный клуб и его роль в становлении туризма в России (рос.). MountainRu. Архів оригіналу за 10 липня 2014. Процитовано 10 серпня 2012. {{cite web}}: Cite має пустий невідомий параметр: |description= (довідка)